# Нижнеднепровский национальный природный парк
Нижнеднепровский национальный природный парк (укр. Нижньодніпровський національний природний парк) — национальный парк, расположенный на территории Бериславского, Каховского, Скадовского и Херсонского районов (Херсонская область, Украина). Создан 24 ноября 2015 года. Площадь — 80 177,80 га.

## История
Природный парк был создан 24 ноября 2015 года согласно указу Президента Украины № 657/2015 с целью сохранения, возобновления и рационального использования типичных и уникальных природных комплексов дельты Днепра, имеющих важное природоохранное, научное, эстетическое, рекреационное и оздоровительное значение.
Был временно затоплен при разрушении Каховской ГЭС 6 июня 2023 года.

## Описание
Парк занимает русло Днепра в природном состоянии, что ниже по течению от Каховской плотины до Днепровско-Бугского лимана, в частности дельту Днепра с множеством проток и рукавов русла Днепра и островов, акваторию Днепровско-Бугского лимана.
В состав национального природного парка включены земли общей площадью 80 177,80 га, что были переданы природоохранной территории в постоянное пользование без изъятия:
- 14 479,80 га земель госсобственности, которые предоставляются НПП в постоянное пользование, в т.ч. с изъятием у землепользователей
  - 13 006,10 га Государственное предприятие «Херсонское лесоохотничье хозяйство»
  - 181,40 га ГП «Каховское лесное хозяйство»
  - 163,30 га ГП «Збурьевское лесное хозяйство»
  - 280,00 га земли госсобственности на территории Белозёрского района
  - 849,00 га земли госсобственности (акватория Днепровско-Бугского лимана) на территории Белозёрского района
- 65 698,00 га земель госсобственности, которые не предоставляются НПП в постоянное пользование 
  - 14 757,40 га ГП «Херсонское лесоохотничье хозяйство»
  - 2 265,20 га ГП «Каховское лесное хозяйство»
  - 328,50 га Степной филиал имени В. М. Виноградова Украинского научно-исследовательского института лесного хозяйства и агромелиорации имени Г. М. Высоцкого
  - 1 701,20 га земли госсобственности на территории Бериславского района
  - 2 872,51 га земли госсобственности на территории Белозёрского района
  - 20 219,70 га земли госсобственности на территории Голопристанского района
  - 280,00 га земли госсобственности на территории Алёшковского района
  - 2 102,09 га земли госсобственности на территории Новокаховского горсовета
  - 2 285,00 га земли госсобственности на территории Херсонского горсовета
  - 18 886,40 га земли госсобственности (акватория Днепровско-Бугского лимана) на территории Белозёрского района

На территории парка расположены ранее созданные объекты ПЗФ и водно-болотные угодья международного значения «Дельта реки Днепр».

## Природа
Ландшафт парка представлен пойменными лесами, лугами, болотами, степями, склонами рек (Днепра) и балок, обнажением горных пород.
Среди озёр: Алексеевский Лиман, Безмен, Голубов Лиман, Дедово, Збурьевский Кут, Ингулецкий Лиман, Казначейский Лиман, Кардашинский Лиман, Красниковое, Круглик, Нижнесолонецкое, Сабецкий Лиман.
71 вид животных и 32 вида растений включены в Мировой Красный список МСОП, а также Европейский Красный список, Красную книгу Украины и Красный список Херсонской области.